# Llanllechid
Llanllechid est un village et une communauté du Gwynedd, au pays de Galles.

## Géographie
Llanllechid est situé dans le nord-est du Gwynedd, à 2 km au nord de la ville de Bethesda. La communauté comprend aussi le petit village de Talybont (en) près de Bangor.

## Démographie
Au recensement de 2011, la communauté de Llanllechid comptait 889 habitants.